# Le Monde selon François

Le Monde selon François est une série de bande-dessinée scénarisée par Vincent Zabus et dessinée par Renaud Collin publié aux éditions Dupuis.

## Albums
1. Le Secret des écrivains, 2006
2. Les Amants éternel, 2008
3. Le Maître du temps 2009

- Édition intégrale, 2014